# Microplitis mamestrae
Microplitis mamestrae är en stekelart som beskrevs av Weed 1887. Microplitis mamestrae ingår i släktet Microplitis och familjen bracksteklar. Inga underarter finns listade i Catalogue of Life.